# Натиев, Александр
Ива́н Ива́нович Нати́ев; Александр Натиев (1 [13] июля 1877 — 28 июня 1919) — русский офицер-артиллерист, подполковник (1917), Георгиевский кавалер; в 1918 году — украинский военный деятель, генерал-хорунжий армии Украинской державы.

## Биография
Из потомственных дворян Тифлисской губернии (рода Натишвили). Грузин (аджарец). Православного вероисповедания.
В июне 1895 года окончил полный курс наук в Тифлисском кадетском корпусе и был направлен на учёбу в губернский город Москву, в Александровское военное училище.

### На службе в русской армии
1 сентября 1895 года вступил в военную службу юнкером Александровского военного училища, по окончании полного курса которого (по 1-му разряду) 13.08.1897 был произведен из юнкеров в подпоручики (со старшинством в чине с 12.08.1896) и выпущен в 38-ю артиллерийскую бригаду (г. Пружаны Гродненской губернии). Служил младшим офицером во 2-й батарее 1-го дивизиона бригады.
В апреле 1899 года был переведен в Финляндский артиллерийский полк (г. Гельсингфорс) и назначен на должность младшего офицера 1-й батареи.
В августе 1900 года, по выслуге лет, произведен в поручики (со старшинством с 12.08.1900).
В июле 1903 года Высочайшим Приказом от 04.07.1903 был переведен из Финляндского артиллерийского полка в 1-ю Восточно-Сибирскую артиллерийскую бригаду (г. Хабаровск). Младший офицер 2-й батареи бригады.
Участник русско-японской войны 1904—1905 годов. Воевал в составе 2-й Восточно-Сибирской стрелковой артиллерийской бригады, сформированной в марте 1904 года и включённой в состав 2-й Восточно-Сибирской стрелковой дивизии. Ранен и контужен не был. За время войны удостоен трёх боевых орденов.
В августе 1904 года произведен в штабс-капитаны (со старшинством с 12.08.1904).
По окончании военных действий, в сентябре 1905 года, переведен в 3-ю артиллерийскую бригаду (в 1906 году бригада возвратилась из Маньчжурии в г. Калугу, на постоянное место дислокации).
8 сентября 1907 года штабс-капитан Натиев Иван Иванович был уволен от службы по болезни, с производством в капитаны и с пенсией. С 08.09.1907 по 30.03.1909 был в отставке.
30 марта 1909 года отставной капитан Натиев был назначен на службу в 1-ю Туркестанскую артиллерийскую бригаду (г. Ташкент) с прежним чином штабс-капитана. Служил младшим офицером батареи.
На 1 января 1910 года Натиев — штабс-капитан 1-й Туркестанской артиллерийской бригады (г. Ташкент).
В августе 1910 года переведен в 3-й Туркестанский стрелковый артиллерийский дивизион (г. Термез), формируемый из подразделений 1-й и 2-й Туркестанских артиллерийских бригад (окончательно сформирован к ноябрю 1910 года). С 30.08.1910 — старший офицер 2-й батареи дивизиона. В 1911 году временно командовал 2-й батареей.
30 июня 1912 года произведен в капитаны (со старшинством с 20.05.1910).
На 1 января 1914 года Иван Иванович Натиев – капитан, старший офицер 2-й батареи 3-го Туркестанского стрелкового артиллерийского дивизиона (был налицо в части). Не женат.
Участник Первой мировой войны. С началом войны отмобилизованные войска 1-го Туркестанского армейского корпуса перебрасываются по железным дорогам из Туркестана в Царство Польское, на театр военных действий.
В феврале 1915 года, в боях на Северо-Западном фронте, в ходе Праснышской оборонительной операции, искусно командуя батареей 3-го Туркестанского стрелкового артиллерийского дивизиона, капитан Натиев проявил выдающееся мужество и героизм, за что впоследствии был награждён орденом Святого Георгия 4-й степени.
Высочайшим Приказом от 11.05.1915 был назначен командующим 3-й батареей 63-й артиллерийской бригады 63-й пехотной дивизии. К августу 1915 года 63-я арт. бригада, в составе своей дивизии, отошла к обороняющейся Новогеоргиевской крепости.
В середине августа 1915 года, в составе гарнизона сдавшейся Новогеоргиевской крепости, капитан Натиев попал в плен к немцам.
В апреле 1917 года возвратившийся из плена Натиев был переведен из 63-й артиллерийской бригады в 4-ю артиллерийскую бригаду, на должность командующего 4-й батареей.
10 июня 1917 года, Приказом Временного Правительства по Армии и Флоту, за отличия по службе, Иван Натиев был произведен в последний свой чин в Русской армии — в чин подполковника, со старшинством с 20.05.1917 и с утверждением в занимаемой должности командующего 4-й батареей 4-й артиллерийской бригады.
В августе — сентябре 1917 года командующий батареей Натиев был одновременно и выборным (от офицеров) заместителем председателя солдатского комитета 2-го дивизиона 4-й артиллерийской бригады.
С середины сентября 1917 года продолжал службу во 2-м Запорожском корпусе, создаваемом из украинизированных частей 6-го армейского корпуса. Некоторое время был инспектором артиллерии этого корпуса.

### На службе в украинской армии

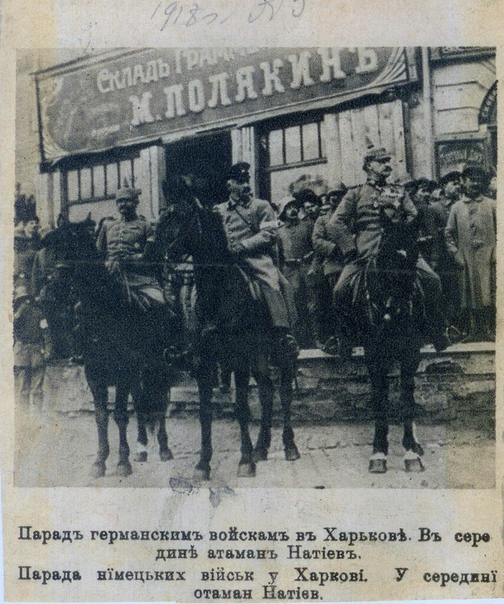
Военный парад в Харькове (апрель 1918). Натиев — в центре снимка.

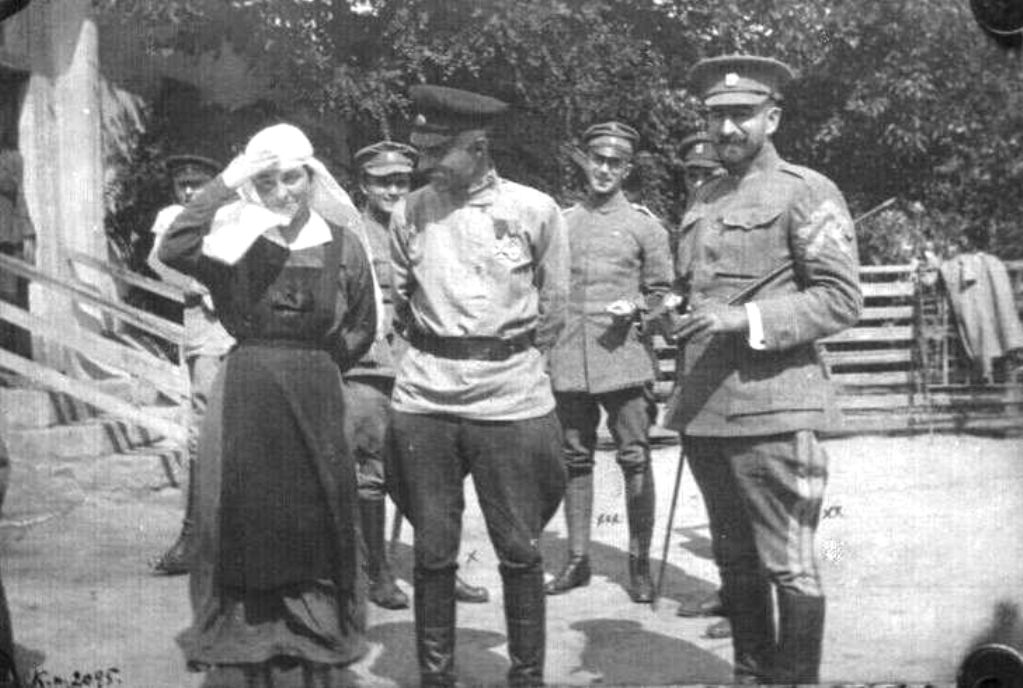
Иван Натиев (в центре снимка, с орденами Святого Георгия 4-й степени и Почётного легиона на груди), и Пётр Болбочан (справа, на переднем плане), 1918 год.

В декабре 1917 года перешедший на службу в создаваемую украинскую армию Натиев был произведен в полковники. С середины февраля 1918 года он — в составе Отдельного Запорожского отряда войск украинской Центральной Рады (командир отряда — генерал Присовский; в начале марта 1918 года отряд был переформирован в Отдельную Запорожскую бригаду).
С 3 марта 1918 года Натиев — начальник Отдельной Запорожской бригады (затем — Отдельной Запорожской дивизии) армии УНР. В конце марта 1918 года правительство УНР приказало сформировать на её базе Запорожский корпус, командующим которого был назначен Натиев.
7 апреля 1918 года войска Запорожского корпуса, вместе с немецкими войсками, вошли в Харьков, разбив большевистскую 2-ю Особую армию. Был проведен общий военный парад, который принимал также и командующий Запорожским корпусом Иван Натиев.
Продолжал командовать этим же соединением и после прихода к власти генерала Скоропадского, и после сворачивания корпуса в Отдельную Запорожскую дивизию вооружённых сил Украинской державы.
С 20 мая 1918 года Натиев — генеральный хорунжий (генерал-хорунжий) армии Украинской державы.
После ликвидации немцами в апреле 1918 года Украинской народной республики Натиев отправил письмо генералу «белой» армии Дроздовскому, части которого находились в Ефремовке Таганрогского округа. В письме он писал, что отношения между украинскими и немецкими войсками после переворота ухудшились и он хочет со своей дивизией, в которой находилось 1000 офицеров и 2000 украинских казаков, присоединиться к Добровольческой армии. На письмо Дроздовский ответил, что будет ждать Натиева в Ростове или Новочеркасске. Несмотря на переписку, Натиев в тот момент так и не перешёл в Добровольческую армию.
Во время пребывания в Украине эрцгерцога Вильгельма Габсбурга (Василия Вышываного) (командира австрийского армейского подразделения, добровольческого легиона «Украинские сичовые стрельцы» (УСС)), претендовавшего на верховную власть в Украине, Натиев якобы был его сторонником, не поддерживая пришедшего к власти гетмана Скоропадского.
15 октября 1918 года Натиев был утверждён в чине генерального хорунжего украинской армии со старшинством с 20 мая 1918 года.
В ноябре 1918 года, во время антигетманского восстания, вместе с генералом Присовским, занимался формированием «Отдельного отряда Верных Запорожцев», который должен был войти в состав военных формирований, оборонявших Киев от повстанцев Директории УНР.
15 декабря 1918 года был арестован петлюровцами, находился под следствием Верховной следственной комиссии по борьбе с контрреволюцией. Вскоре был освобождён и уволен из украинской армии по собственному желанию с 17.10.1918.

### На службе в ВСЮР
Выехал на Северный Кавказ, где вступил в Вооружённые Силы Юга России. Весной 1919 года, по приказу генерала Деникина, был назначен инспектором по формированию белогвардейских войск на Кавказе (в Батуми).
28 июня 1919 года убит в Батуми, — застрелен террористом на аллее городского бульвара, во время вечерней прогулки.

## Награды
Ордена:
- Святой Анны 4-й степени с надписью «За храбрость» (утв. ВП от 22.12.1905)
- Святого Станислава 3-й степени с мечами и бантом (1905; утв. ВП от 08.03.1906)
- Святой Анны 3-й степени с мечами и бантом (1905; утв. ВП от 29.04.1907)
- Святого Георгия 4-й степени (утв. ВП от 06.07.1915) — Капитанам: артиллерийских бригад: 63-й, Ивану Натиеву, — за то, что командуя батареей 3-го Туркестанского стрелкового артиллерийского дивизиона в бою 2-го февраля 1915 года при д.д. Сулково-Польне, Недзборж, Грабенице-Вельке и Слюнте и искусно управляя огнём своей батареи, с полным спокойствием и выдающимся мужеством, несмотря на то, что сам находился под сильным огнём, сначала трёх, а затем двух германских тяжёлых батарей, оказал полное содействие частям своего боевого участка по отражению атаки противника, закончившейся его бегством; в последующих же затем боях 3-го, 4-го, 5-го и 6-го и в ночь на 7-е февраля 1915 года, продолжая оставаться на том же обстреливаемом неприятельской тяжёлой артиллерией наблюдательном пункте, с тем же искусством, при полном самообладании, отразил все упорные атаки превосходящих сил противника, направленных на фланг боевого участка. В боях 2-го и 6-го февраля огнём батареи принудил к молчанию тяжёлую артиллерию противника и тем предотвратил губительное действие её огня на нашу пехоту, чем дал ей возможность выполнить поставленную задачу, при этом подбил одно неприятельское орудие.[20]
- Французский орден Почётного легиона 4-го класса (офицер) (1915)
- Святой Анны 2-й степени с мечами (1915; утв. ВП от 07.11.1916)

Медали:
- «В память русско-японской войны» (1906)
- «В память 300-летия царствования дома Романовых» (1913)
- «За труды по отличному выполнению всеобщей мобилизации 1914» (1915)

## Оценки
Борис Монкевич, сотник армии УНР, в публикации «По следам новейших запорожцев» так описывал Натиева: 
Натиев был достойным офицером. Кристально честный, безупречной храбрости, он быстро стал любимым командиром. Сочувствуя украинскому национальному движению, он, как сын порабощенной нации, служил своей новой родине не за страх, а за совесть.

## Память
- В 2016 году в честь генерала Натиева его именем (именем Александра Натиева) назван переулок в Харькове.[21]

## Комментарии
1. ↑  Имя и отчество И. И. Натиева в разных источниках указывается по-разному, — например, в книге Я. Ю. Тинченко  (укр.) «Офіцерський корпус Армії Української Народної Республіки (1917—1921). К; Темпора, 2007.» и в издании «Энциклопедия истории Украины: Т. 7: Ми-О/Редкол.: В. А. Смолий (голова) и т. д. НАН Украины. Институт истории Украины. — М.: Изд. «Научная мысль», 2010. — 728 с.: ил.», в приведенной биографии генерала Натиева его имя указано Александр (отчество не указано); возможна также путаница с офицером-кавалеристом Зурабом Натиевым (Натишвили) и с военным чиновником Терского казачьего войска Александром Натиевым (Натишвили), отчество которого Георгиевич, — к 1918 году он  имел чин коллежского асессора и был награждён орденами Св. Станислава 2-й степени и Св. Владимира 4-й степени.
2. ↑  О пребывании Натиева в германском плену ничего не известно. Нет данных и о том, когда и при каких обстоятельствах он, во время войны, возвратился из плена и продолжил службу в действующей армии.
3. ↑  4-я артиллерийская бригада, входившая в состав 4-й пехотной дивизии 6-го армейского корпуса 11-й Армии Юго-Западного фронта, в 1917 году дислоцировалась на западе Украины, в Восточной Галиции, и летом 1917 года, как и все войска 6-го армейского корпуса, была назначена к украинизации. В бригаде велась интенсивная проукраинская агитация. После проведения украинизации, в сентябре 1917 года из 6-го армейского корпуса был выделен 2-й Запорожский армейский корпус (Русской республиканской, бывшей императорской, армии), большинство солдат которого составляли этнические украинцы. После Октябрьской революции в Петрограде 2-й Запорожский корпус перешёл в подчинение украинской Центральной Рады.
4. ↑  По другой версии, летом 1919 года Натиев создал в Батуми Закавказский добровольческий батальон, во главе которого погиб в бою с большевиками. Существует также версия, что генерал-хорунжий Натиев погиб 27 декабря 1918 года в Киеве, в актовом зале здания Педагогического музея, при взрыве мины, установленной неизвестными террористами.